# AG-promotion
AG-promotion（エイジープロモーション）は、日本のアダルトゲーム専門の音響制作業者。「AGプロモーション」とも表記される。
自社スタジオによるアダルトゲームの音響制作以外に、声優事務所や脚本執筆業者としての面も持つ。

## 主な作品

### 音響制作（音声制作）
- 女系家族 〜淫謀〜
- After...
- そらのいろ、みずのいろ
- 真章 幻夢館
- ひしょ×ひしょ

### 脚本
- どっぷり中出し学園戦争

### インターネットラジオ
- ないある!
- はんなりバリカタ!
- 姫乃木つばさのMAKE SOME NOISE!

## 所属声優
- 葉村夏緒
- 夢月やみ
- 雲雀ゆい
- 神戸日向

## かつて所属していた声優
- 葵時緒
- 倉田まりや
- 芹園みや[2]
- 中澤アユム
- 氷室百合[3]
- 藤乃理香
- 姫乃木つばさ
- 広深香菜
- 星野七海
- 御苑生メイ[4]
- 桃井いちご[5]
- 柚原みう
- 花澤さくら